# 양곡도서관
양곡도서관은 경기도 김포시 양촌읍 소재의 시립 도서관이다.

## 연혁
- 2011년 1월 20일 양곡도서관 착공
- 2012년 3월 16일 양곡도서관 준공
- 2012년 7월 3일 양곡도서관 개관

## 시설현황
- 2층: 종합자료실, 자료정리실, 사무실
- 1층: 어린이자료실, 세미나실1·2
- 지하1층: 보존서고, 기계실, 전기실, 방재실, 비상발전기실

## 이용 안내
이용 시간
| 구분         | 평일        | 토·일요일   |
| ------------ | ----------- | ----------- |
| 어린이자료실 | 09:00~20:00 | 09:00~17:00 |
| 종합자료실   | 09:00~22:00 | 09:00~17:00 |

휴관일
- 매월 첫째, 셋째 금요일
- 일요일을 제외한 법정 공휴일
- 기타 관장이 필요하다고 인정되는 경우